# Le Mont Solaire
 (2 mai 2025).
Le Mont Solaire est une œuvre de land art réalisée par le couple d’artistes français Fanchon et Laurent Maget au nord du Mont Saint-Michel en septembre 1988. Ils furent assistés par Nicolas Simonnet (conservateur du site) et Francis Rocard (astrophysicien).

## Concept
Le principe est simple. Il y a le Mont, pointu, il y a la grève, toute plate et il y a le soleil. Il suffit de poser les chiffres et le cadran solaire est là. C'est tout d'abord un geste. Celui de tracer sur les grèves le mouvement du soleil, là où il y a déjà le mouvement de l'eau, le mouvement de l'air et les bancs de sable qui se déplacent. Sept chiffres sont posés pour recevoir l’ombre. Mesurer le temps avec l'ombre d'un sanctuaire dédié à l'archange ne pouvait s'imaginer qu'au Mont-Saint-Michel. Le faire à l'équinoxe donne à cette idée, apparemment si simple une dimension universelle. Le parcours du soleil à travers la journée est tel qu'à ce moment précis, et à lui seul, les heures tracées sur tous les cadrans solaires du monde s’alignent en une droite parfaite.

## Description
Le Mont Solaire fut une œuvre éphémère qui prit la forme d'une ligne droite de 1,125 m de long et 23 m de large orientée d’Est en Ouest. Elle fut constituée de platines réfléchissantes fixées dans la baie, formant un cadran solaire utilisant l’ombre de la flèche de l’abbaye du Mont-Saint-Michel.

## Construction
Des pieux de 3,5 m furent plantés à plus de 2 m de profondeur. Sur chaque pieu était fixée une platine de 12 m2 pouvant s'orienter selon deux directions perpendiculaires. La surface de chaque platine était constituée d'aluminium anodisé ayant un excellent pouvoir réfléchissant. Ce choix de miroirs métalliques présentait l'intérêt que le cadran (Gnomon) vu du Mont réfléchissait le ciel et prenait ainsi des teintes variant constamment du bleu au blanc, à chaque passage de nuages. Au total 470 pieux et platines ont été ainsi installés sur la tangue. Orientables, les platines pouvaient être réajustées après le passage de certaines marées particulièrement fortes. Pratiquement, une maintenance quotidienne s'est révélée nécessaire pour leur ré-alignement, mais aussi pour l'élimination du dépôt de tangue opaque qui recouvrait les miroirs. Au total, près de 80 personnes ont participé au projet, dont une dizaine d'appelés du contingent, avec le soutien de la Direction départementale de l'Équipement, à partir de bornes situées à plusieurs kilomètres.
Le Mont Solaire fut en place durant 3 semaines à l’équinoxe d’automne, recouvert à marée haute et réapparaissant à chaque marée descendante. Il fut entièrement démonté à l’issue de l’installation.